# هنري توماس جودوين
هنري توماس جودوين هو سياسي كندي، ولد في 19 أغسطس 1853 في كندا، وتوفي في 11 أبريل 1918 في نفس البلد. حزبياً، نشط في حزب أونتاريو المحافظ التقدمي. وقد انتخب عضو برلمان مقاطعة أونتاريو.